# شهرستان رادوم
شهرستان رادوم (به لهستانی: Powiat Radom) یک شهرستان در لهستان است که در استان ماسوویان واقع شده‌است. شهرستان رادوم ۱٬۵۲۹٫۷۵ کیلومتر مربع مساحت و ۱۴۵٬۲۳۲ نفر جمعیت دارد.